# Aplicación propia
En matemáticas y topología, una aplicación propia (o función propia) es una aplicación entre dos espacios topológicos tal que la imagen inversa de cualquier conjunto compacto es compacta. En geometría algebraica, el concepto análogo se denomina morfismo propio.

## Definición
Una aplicación f : X → Y entre dos espacios topológicos es propia si y solo si la preimagen de cada conjunto compacto de Y es  un conjunto compacto de X.
Existen diversas descripciones alternativas (pero equivalentes). Por ejemplo, una aplicación continua f es propia si es una aplicación cerrada y la preimagen de cada punto de Y es compacta. Al final de esta sección se ofrece la demostración de equivalencia. De manera más abstraca, f es propia si para cualquier espacio Z la aplicación
f × idZ: X × Z → Y  × Z
es cerrada. Estas definiciones son equivalentes a la inicial si X es Hausdorff e Y es localmente compacto y Hausdorff.
Una definición equivalente, y posiblemente más intuitiva es esta, cuando X e Y son espacios métricos es la siguiente: una secuencia infinita de puntos {pi} en el espacio X escapa al infinito si, para cada conjunto compacto S ⊂ X solo un número finito de puntos pi pertenecen a S. Entonces una aplicación continua f : X → Y es propia si y solo si para cada secuencia de puntos de X {pi} que escapa al infinito, {f(pi)} escapa también al infinito en Y.
Esta última definición basada en sucesiones está relacionada con la noción de "secuencialmente propia", ver la referencia final.

## Generalización
Es posible generalizar la noción de aplicación propia a espacios topológicos como los locales y los topoi véase (Johnstone, 2002).